# ماریا لوندکویست
ماریا لوندکویست (انگلیسی: Maria Lundqvist؛ زادهٔ ۱۴ اکتبر ۱۹۶۳) هنرپیشه، کمدین اهل سوئد است.
از فیلم‌ها یا برنامه‌های تلویزیونی که وی در آن نقش داشته‌است می‌توان به غیرعمدی، لحظه‌های به یادماندنی اشاره کرد.